# کتابفروشی دایموک

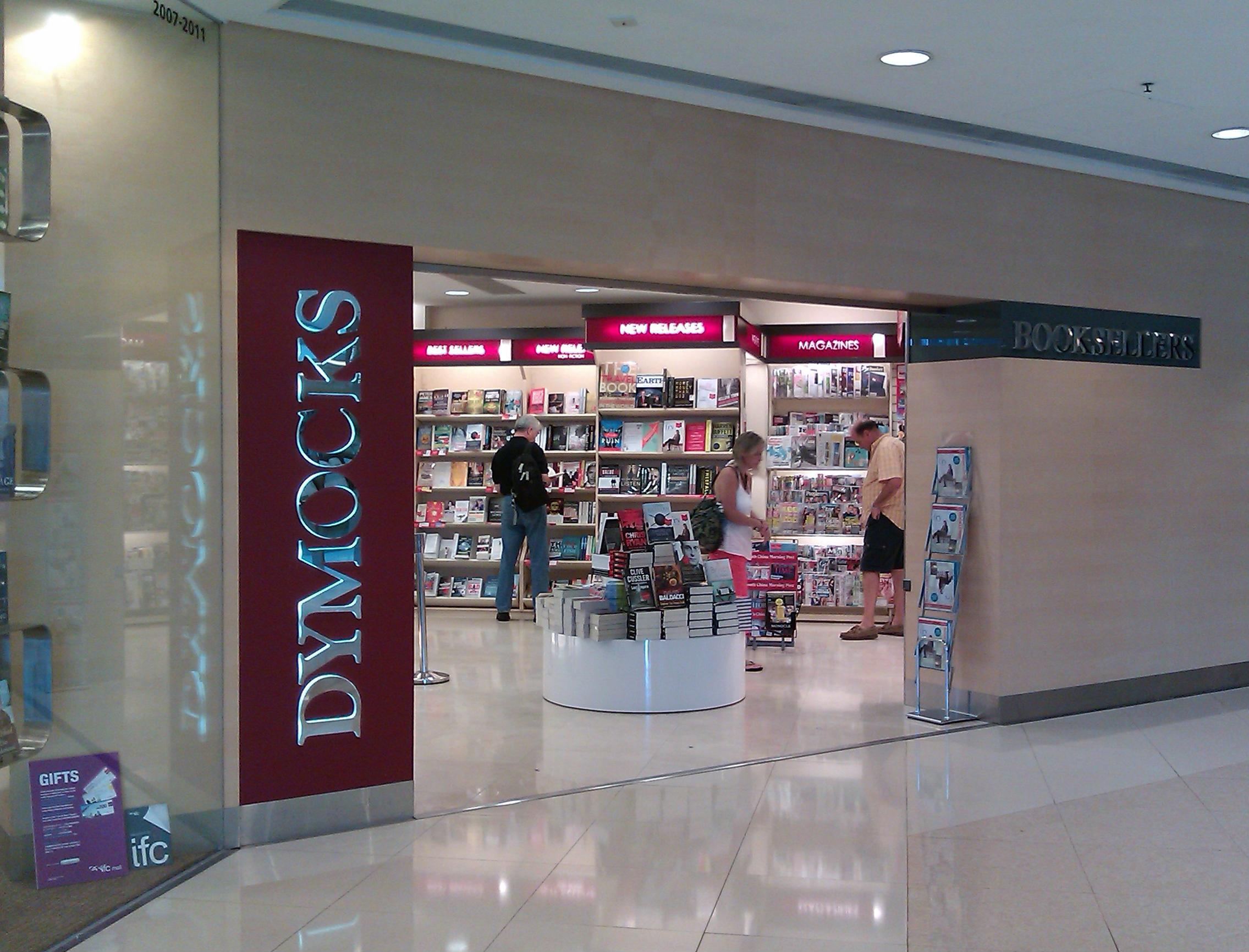
یک شعبه از کتابفروشی در مرکز دارایی بین‌المللی، هنگ کنگ

کتابفروشی دایموک یک کتابفروشی زنجیره‌ای خصوصی استرالیا است که کتاب، سی‌دی، دی‌وی‌دی، دیسک بلو-ری و همچنین کتاب الکترونیک را به فروش می‌رساند. در حال حاضر این شرکت ۶۵ فروشگاه در استرالیا و چندین شعبه در نیوزیلند و هنگ کنگ دارد. ویلیام دایموک مؤسس این کتابفروشی است.